# Wittenberg (Göttinger Wald)
Der Wittenberg ist ein 386 m ü. NHN hoher Berg im Göttinger Wald in Südniedersachsen, Deutschland. Er liegt unmittelbar zwischen den Ortschaften Eddigehausen im Südwesten und Reyershausen im Nordosten, ungefähr vier Kilometer nordöstlich der Kreisstadt Göttingen.

## Besonderheiten
Der komplett bewaldete Berg (Plesseforst) ist der nordwestlichste Ausläufer des Göttinger Waldes. Der Berg ist über einen schmalen Sattel mit dem Ibenberg (387,6 m) auf dem Muschelkalkplateau verbunden. Über das Berggebiet führen einige Wanderwege unter anderem zur ehemaligen Wallanlage der Wittenburg, einem benachbarten Aussichtspunkt auf das Leinetal und zur Goethelinde. Auf einem südwestlichen Bergsporn befindet sich die Ruine der Burg Plesse mit einem über 20 Meter hohen Bergfried und einem weiteren Turm.
Der nordöstliche Bergsporn der Wittenburg trägt auch die Bezeichnung „Krummer Altar“. Auf diesem Bergsporn liegt die Wallbefestigung der Wittenburg, die nach Keramikfunden in die Späthallstatt- oder Frühlatènezeit datiert wurde.